# 黄仕芳
黄仕芳（1953年2月—），广东博罗人，中华人民共和国政治人物。

## 生平
1972年11月加入中国共产党。1973年9月，在华南农学院读书。后任职于惠阳地区农业处种子科。1990年，担任博罗县委副书记、县长。1996年，任中共惠城区委书记。2002年，担任中共惠州市委常委、政法委书记。2003年6月，担任中共惠州市委副书记、政法委书记。2007年，担任惠州市副市长。2011年，担任惠州市人大常委会党组书记、常务副主任。2017年6月15日，黃仕芳因「涉嫌受贿罪立案侦查」而被开除党籍处分，並取消其退休待遇。